# Střelba v arménském parlamentu

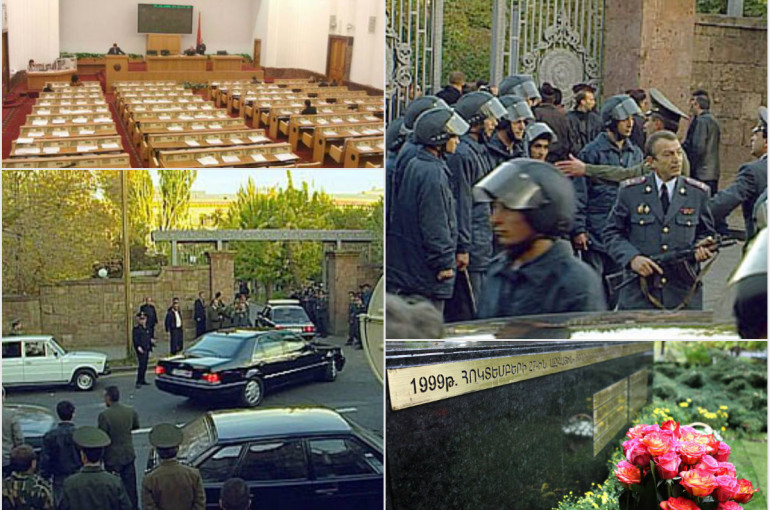
Koláž znázorňující střelbu v arménském parlamentu roku 1999

Střelba v arménském parlamentu se odehrála 27. října 1999 v hlavním městě Arménie Jerevanu, v budově parlamentu. V důsledku útoku pětičlenné skupiny ozbrojenců bylo zabito osm vládních úředníků, včetně arménského premiéra Vazgena Sarkisjana. Střelba přispěla k četným politickým změnám v zemi a stala se předmětem mnoha konspiračních teorií.
Skupina ozbrojenců zahájila palbu v době, kdy premiér Sarkisjan pronášel k poslancům projev vysílaný živě rozhlasem. Přenos byl přerušen ihned poté, co se ozvala střelba. Útočníci vyzbrojení pistolemi a samopaly, vtrhli do jednacího sálu a zahájili údajně divokou palbu. Celkem bylo zraněno 30 lidí. Poté vznesli útočníci požadavek, aby byl do budovy vyslán filmový štáb, a oznámili, že uskutečňují převrat. V budově bylo uvězněno asi 50 rukojmích. Rukojmí byli nakonec propuštěni a útočníci složili zbraně.
Všichni obvinění útočníci byli odsouzeni na doživotí.